# Margaret Satupai
Margaret Satupai (Victoria, 9 luglio 1992) è un'ex pesista, discobola e martellista samoana.

## Palmarès
| Anno | Manifestazione                         | Sede        | Evento              | Risultato | Prestazione | Note |
| ---- | -------------------------------------- | ----------- | ------------------- | --------- | ----------- | ---- |
| 2006 | Campionati oceaniani                   | Apia        | Getto del peso      | Bronzo    | 14,40 m     |      |
| 2006 | Campionati oceaniani                   | Apia        | Lancio del disco    | Bronzo    | 43,72 m     |      |
| 2007 | Giochi del Pacifico                    | Apia        | Getto del peso      | Bronzo    | 13,60 m     |      |
| 2007 | Giochi del Pacifico                    | Apia        | Lancio del disco    | 6ª        | 42,86 m     |      |
| 2008 | Mondiali juniores                      | Bydgoszcz   | Getto del peso      | 21ª (q)   | 14,45 m     |      |
| 2008 | Giochi della gioventù del Commonwealth | Pune        | Getto del peso      | Bronzo    | 14,24 m     |      |
| 2008 | Giochi della gioventù del Commonwealth | Pune        | Lancio del disco    | Argento   | 48,43 m     |      |
| 2008 | Campionati oceaniani                   | Saipan      | Getto del peso      | Oro       | 13,94 m     |      |
| 2008 | Campionati oceaniani                   | Saipan      | Lancio del disco    | Argento   | 46,57 m     |      |
| 2008 | Campionati oceaniani                   | Saipan      | Lancio del martello | Bronzo    | 36,11 m     |      |
| 2009 | Mondiali allievi                       | Bressanone  | Getto del peso      | Argento   | 14,96 m     |      |
| 2009 | Mondiali allievi                       | Bressanone  | Lancio del disco    | 4ª        | 49,06 m     |      |
| 2009 | Mini-Giochi del Pacifico               | Avarua      | Getto del peso      | Argento   | 14,52 m     |      |
| 2009 | Mini-Giochi del Pacifico               | Avarua      | Lancio del disco    | Argento   | 50,94 m     |      |
| 2010 | Mondiali juniores                      | Moncton     | Getto del peso      | 4ª        | 15,62 m     |      |
| 2010 | Mondiali juniores                      | Moncton     | Lancio del disco    | 7ª        | 51,31 m     |      |
| 2010 | Campionati oceaniani                   | Cairns      | Getto del peso      | Oro       | 15,95 m     |      |
| 2010 | Campionati oceaniani                   | Cairns      | Lancio del disco    | Argento   | 51,42 m     |      |
| 2010 | Giochi del Commonwealth                | Nuova Delhi | Getto del peso      | Bronzo    | 16,43 m     |      |
| 2011 | Campionati oceaniani                   | Apia        | Getto del peso      | Oro       | 15,43 m     |      |
| 2011 | Campionati oceaniani                   | Apia        | Lancio del disco    | Oro       | 47,12 m     |      |
| 2011 | Campionati oceaniani                   | Apia        | Lancio del martello | Oro       | 43,52 m     |      |
| 2011 | Giochi del Pacifico                    | Numea       | Getto del peso      | Argento   | 15,12 m     |      |
| 2011 | Giochi del Pacifico                    | Numea       | Lancio del disco    | Oro       | 52,05 m     |      |
| 2011 | Giochi del Pacifico                    | Numea       | Lancio del martello | Argento   | 49,71 m     |      |

## Altre competizioni internazionali
2009
- 3× nel getto del peso, lancio del disco e lancio del martello ai Campionati polinesiani ( Gold Coast)